# Carl Bremiker
Carl Bremiker (* 23. Februar 1804 in Hagen, Westfalen; † 26. März 1877 in Berlin) war ein deutscher Astronom und Geodät.
Er hatte einen Doktorgrad und war Assistent von Johann Franz Encke. Bremiker hat den Kometen C/1840 U1 entdeckt, der dann auch seinen Namen erhielt.
Bremiker war Co-Autor der Logarithmentafel Vega-Bremiker und – bis zu seinem Tode – Herausgeber des deutschen Nautischen Jahrbuchs sowie eines französischen „Annuaire nautique ...“. Bremiker war als Geometer bei der rheinisch-westphälischen Landesvermessung tätig, später Mitarbeiter am Berliner Astronomischen Jahrbuch und Inspector der Plankammer im preußischen Handelsministerium, seit 1868 Sektionschef im preußischen geodätischen Institut.
Für das Sternkartenwerk der Königlich-Preußischen Akademie der Wissenschaften in Berlin erstellte er insgesamt fünf Blätter, mehr als jeder andere Astronom.

## Schriften (Auswahl)
- als Herausgeber: J. E. Bodes Anleitung zur Kenntniß des gestirnten Himmels, Berlin 1844, online im Münchener Digitalisierungszentrum MDZ der Bayerischen Staatsbibliothek
- Logarithmorum vi decimalium nova tabula Berolinensis et numerorum vulgarium ab 1 usque ad 100 000 et function trigonometricarum ad decades minutorum secundorum, Berlin (Berolini) 1852, online im Münchener Digitalisierungszentrum MDZ der Bayerischen Staatsbibliothek
- Studien über höhere Geodäsie, Berlin 1869, online im Münchener Digitalisierungszentrum MDZ der Bayerischen Staatsbibliothek
- De temporis e stellarum observationibus definiendi ratione apud veteres usitatissima, Gymnasium zum grauen Kloster, Berlin, Deutschland, 1856 online in Google Books